# Hexatoma (Eriocera) cinerea
Hexatoma (Eriocera) cinerea is een tweevleugelige uit de familie steltmuggen (Limoniidae). De soort komt voor in het Nearctisch gebied.